# Chobie
Chobie (deutsch: Chobie) ist eine Ortschaft in Oberschlesien. Sie liegt in der Gemeinde Ozimek (Malapane) im Powiat Opolski (Kreis Oppeln) in der Woiwodschaft Oppeln.

## Geografie
Chobie liegt sieben Kilometer nordöstlich vom Gemeindesitz Ozimek (Malapane) und 26 Kilometer östlich von der Kreisstadt und Woiwodschaftshauptstadt Oppeln. Am Ort fließt der Bach Chobianka (Kolenczik-Graben) entlang. Zu Chobie gehört der Weiler Kuziory (Kuzioren).

## Geschichte
Der Ort entstand 1754 als Friderizianische Kolonie unter Friedrich dem Großen an der Stelle eines früheren Amtsvorwerks mit zwölf Kolonisten.
1818 wurde der Ort als Chobie und wohl fälschlicherweise auch als Mischline erwähnt und hatte 15 Häuser und 110 Einwohner. 1865 hatte Chobie 15 Kolonisten, 17 Ackerhäusler, sechs Angerhäusler und acht Einlieger. Der Weiler Kuzioren hatte elf Häuser.
Bei der Volksabstimmung in Oberschlesien am 20. März 1921 stimmten im Ort 72 Wahlberechtigte für einen Verbleib bei Deutschland und 126 für eine Zugehörigkeit zu Polen. Chobie verblieb nach der Teilung Oberschlesiens beim Deutschen Reich. 1934 wurde der Ort im Zuge einer Welle von Ortsumbenennungen der NS-Zeit in Koben umbenannt. Bis 1945 befand sich der Ort im Landkreis Oppeln.
1945 kam der bis dahin deutsche Ort unter polnische Verwaltung und wurde ins polnische Chobie umbenannt und der Woiwodschaft Schlesien angeschlossen. 1950 kam der Ort zur Woiwodschaft Oppeln. 1999 kam der Ort zum wiedergegründeten Powiat Opolski.

## Sehenswürdigkeiten und Bauwerke
- Wegkapelle

## Vereine
- Freiwillige Feuerwehr